# Biatlon az 1972. évi téli olimpiai játékokon
Az 1972. évi téli olimpiai játékokon a biatlon versenyszámait február 9. és 11. között rendezték Szapporóban. Két férfi versenyszámban osztottak érmeket. Magyar sportoló nem vett részt a sportágban.

## Részt vevő nemzetek
A versenyeken 14 nemzet sportolói vettek részt.
- Csehszlovákia (TCH)
- Egyesült Államok (USA)
- Finnország (FIN)
- Franciaország (FRA)
- Japán (JPN)
- Lengyelország (POL)
- Nagy-Britannia (GBR)
- NDK (GDR)
- NSZK (FRG)
- Norvégia (NOR)
- Olaszország (ITA)
- Románia (ROU)
- Svédország (SWE)
- Szovjetunió (URS)

## Éremtáblázat
(Az egyes számoszlopok legmagasabb értéke vagy értékei vastagítással kiemelve.)
| Az 1972. évi téli olimpiai játékok éremtáblázata biatlonban | Az 1972. évi téli olimpiai játékok éremtáblázata biatlonban | Az 1972. évi téli olimpiai játékok éremtáblázata biatlonban | Az 1972. évi téli olimpiai játékok éremtáblázata biatlonban | Az 1972. évi téli olimpiai játékok éremtáblázata biatlonban | Olimpia  |
| ----------------------------------------------------------- | ----------------------------------------------------------- | ----------------------------------------------------------- | ----------------------------------------------------------- | ----------------------------------------------------------- | -------- |
|                                                             | Ország                                                      | Arany                                                       | Ezüst                                                       | Bronz                                                       | Összesen |
| 1.                                                          | Norvégia (NOR)                                              | 1                                                           | 0                                                           | 0                                                           | 1        |
| 1.                                                          | Szovjetunió (URS)                                           | 1                                                           | 0                                                           | 0                                                           | 1        |
|                                                             |                                                             |                                                             |                                                             |                                                             |          |
| 3.                                                          | NDK (GDR)                                                   | 0                                                           | 1                                                           | 1                                                           | 2        |
| 4.                                                          | Finnország (FIN)                                            | 0                                                           | 1                                                           | 0                                                           | 1        |
|                                                             |                                                             |                                                             |                                                             |                                                             |          |
| 5.                                                          | Svédország (SWE)                                            | 0                                                           | 0                                                           | 1                                                           | 1        |
|                                                             |                                                             |                                                             |                                                             |                                                             |          |
| Összesen                                                    | Összesen                                                    | 2                                                           | 2                                                           | 2                                                           | 6        |

## Érmesek
| Az 1972. évi téli olimpiai játékok érmesei biatlonban |                                                                                        |            |                                                                                   |            |                                                                                  |            |
| Versenyszám                                           | Arany                                                                                  | Arany      | Ezüst                                                                             | Ezüst      | Bronz                                                                            | Bronz      |
| 20 km egyéni                                          | Magnar Solberg · Norvégia (NOR)                                                        | 1:15:55,50 | Hans-Jörg Knauthe · NDK (GDR)                                                     | 1:16:07,60 | Lars-Göran Arwidson · Svédország (SWE)                                           | 1:16:27,03 |
| 4 × 7,5 km váltó                                      | Szovjetunió (URS) · Alekszandr Tyihonov · Rinnat Szafin · Ivan Bjakov · Viktor Mamatov | 1:51:44,92 | Finnország (FIN) · Esko Saira · Juhani Suutarinen · Heikki Ikola · Mauri Röppänen | 1:54:37,25 | NDK (GDR) · Hans-Jörg Knauthe · Joachim Meischner · Dieter Speer · Horst Koschka | 1:54:57,67 |